# 本多木蝋工業所
本多木蝋工業所（ほんだもくろうこうぎょうしょ）は、長崎県島原市に所在する製造所。和蝋燭の原料となる木蝋の製造を手がける。
製造所を資料館として開放する。和蝋燭などの販売や和蝋燭つくり体験、絵付け体験なども行う。

## 概要
2019年に、江戸時代に使用されていた「玉締め式圧搾機」を復元した。部品のうち「蝋船」と呼ばれる部位は、島原城内の資料館に保管されていた江戸時代の品（島原大変肥後迷惑の際に白土湖に埋没したとみられるもの）を使用している。
1991年に、2代目本多正則が櫨苗木の生産、苗木生産者の養成、低木管理技術の普及の功績により日本特用林産振興会会長より表彰を受ける。
2024年に、3代目本多俊一が日本特用林産振興会より特用林産功労賞を受ける。
創業以来、家内手工業で培われた手法を守り営む。木蝋の原料の昭和福櫨を育てるなど櫨や木蝋、和蝋燭の啓発活動を行う。先代から続く薬品を使わない伝統的な製法で製蝋をする。
「玉締め式圧搾機」を使用する日本国内に残る数少ない製蝋所のひとつ。